# Jure Rejec
Jure Rejec, slovenski pesnik in muzejski kustos, * 14. oktober 1966, Kranj.

## Življenje in delo
Jure Rejec je bil rojen v številni družini, ki je bil doma na Jesenovcu (pr' Petrač) nad Železniki. Njegovo otroštvo je zaznamovala bolezen. Že pred 1. razredom OŠ so mu zdravniki diagnosticirali otroški sarkom. Takrat je bila ednina rešitev amputacija desne roke (danes je bolezen ozdravljiva). Po končani OŠ Železniki, je hodil na Gimnazijo Škofja Loka, in nato na FF - slavistika in sociologija. Študija ni dokončal. Leta 1991 je prevzel službo vodiča v muzeju v Železnikih, svoje delo je kasneje nadaljeval kot muzejski kustos.
Prve pesmi je objavljal v šolskem glasilu in PIL-u. Igral je v različnih igralskih skupinah in recitirati na proslavah v domačem kraju. Kasneje so njegove pesmi izšle v Sejalcu, glasilu ZKO Škofja Loka. Zadnje čase piše predvsem povzetke, govore na odprtjih razstav, vodiče po Železnikih, spremne besede za koledarje in razglednice. Doma je na kmetiji pr' Petrač, kjer še vedno kmetujejo.